# Sueño del Juicio Final
El Sueño del Juicio Final es el primero de los Sueños de Francisco de Quevedo. Fue escrito en 1605 e intentó publicarse en 1610, aunque no vio la luz hasta 1627 en la edición de Sueños y discursos publicada en Barcelona. Su versión expurgada se publicó en 1631 con el nombre de El sueño de las calaveras, dentro de los llamados Juguetes de la niñez.

## Análisis

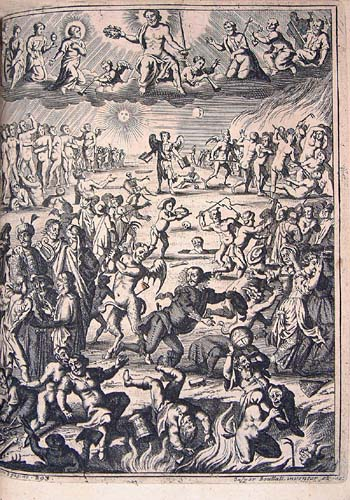
Ilustración del Juicio Final en una edición de 1699 (Amberes, Henrico y Cornelio Verdussen).

Es el primer Sueño, y se caracteriza por ser el más escueto, jocoso y desenfadado, a diferencia de otras obras quevedescas del mismo período como El Buscón. El tema del Juicio Final —uno de los preferidos de la Contrarreforma— es solo un pretexto para hilvanar escenas sueltas sobre los distintos oficios del mundo y emitir graciosos juegos de palabras. Crosby conjetura que esta obra nunca se publicó en su forma original, debido a las poderosas críticas contra elementos de la España de los Felipes
La justicia y su aplicación en la época de Quevedo constituye uno de los tópicos sobre los que se cimenta este sueño. Otro de los elementos importantes es la degradación física, mutilación casi grotesca, de los condenados, que se repite a lo largo del texto.
Esta narración comienza al insertar siete textos clásicos, entre ellos uno de Homero. El narrador, que se compara con varios reyes y profetas del Antiguo Testamento, señala que su sueño es de inspiración divina.
En la primera parte, Quevedo satiriza algunos pasajes del Apocalipsis de san Juan, en forma de visiones irónicas sobre el cielo y el infierno. Toda la acción se realiza en un valle, de acuerdo a lo narrado en el Libro de Joel. El narrador observa el espectáculo desde una cuesta y señala varias dificultades para percibir los sucesos, lo que brinda de un inusitado dramatismo a la escena.
Las referencias al transcurso del tiempo son bastante abstractas, al punto de que no se puede reconstruir o calcular la duración del juicio. Destaca la condenación de los escribanos y fariseos, que ocurre antes de la presentación de Judas, Mahoma y Martín Lutero como los máximos pecadores de la humanidad.
Por último, el desorden estructural y la carencia de lógica permiten a Quevedo representar el azoro de los seres humanos desprevenidos ante la llegada del Juicio. Una escena que podría considerarse majestuosa y soberana se convierte en una parodia plagada de ironías e irreverencias. Al final del Sueño, el narrador despierta y concluye diciendo que su objetivo es la meditación y la reflexión.